# 花46線
花46線（鳳光－蕃薯寮坑），起點花蓮縣鳳林鎮鳳義里鳳光，終點花蓮縣壽豐鄉水璉村蕃薯寮坑（銜接台11線花東海岸公路）
，全長19.443公里，全線禁行甲、乙類大客車。

## 路線特色
途經台9線、縣道193號、台11線並橫貫海岸山脈，路線東段多沿蕃薯寮溪平行，知名的箭瑛大橋位於本線。

## 路線地名
- 鳳林鎮：鳳義里鳳光（接鳳林山產業道路）→水源路→鳳林市區→中正路二段→鳳榮地區農會→中和路→信義路中和路口（接 台9線花東公路）→金田→花蓮糖廠林田農場→箭瑛大橋（箭瑛公園）→興華橋→六階鼻（銜接 縣道193號並共線約1公里，興益橋前分岔）→鴻興橋→山興→山英橋→花46線一號橋→思源橋→鳳林鎮壽豐鄉界
- 壽豐鄉：鳳林鎮壽豐鄉界→壽芳橋→芳寮橋→芳寮→水璉村蕃薯寮坑（接 台11線）